# 小行星9108
小行星9108（英語：9108 Toruyusa）是一颗围绕太阳公转的小行星。1997年1月9日，小林隆男在大泉天文台发现了此天体。
这颗小行星的绝对星等为233.7558155724619等。